# Подмагничивание
Подмагничиванием в электротехнике называют создание в магнитопроводе дополнительного (кроме рабочего) магнитного потока. Подмагничивание осуществляется подачей в обмотку электромагнитной системы постоянного или переменного тока и применяется для стабилизации напряжения в трансформаторах и асинхронных генераторах, плавного регулирования оборотов асинхронных двигателей, управления рабочей точкой магнитных усилителей, увеличения магнитного потока в магнитной системе громкоговорителя и т. п.
Подмагничивание в магнитной записи применяется для снижения нелинейных искажений сигнала при его записи на магнитный носитель. Ток подмагничивания подается в записывающую головку одновременно с записываемым (полезным) сигналом, с целью вывести магнитный слой ленты из нелинейной области (см. Магнитный гистерезис). Возможно подмагничивание как постоянным, так и переменным током.

## Подмагничивание в магнитной записи звука

### История
Подмагничивание постоянным током, применявшееся в ранних экспериментальных магнитофонах, существенно повышало шумы ленты (или проволоки). Первый патент на подмагничивание переменным током был выдан ещё в 1921 году Карлсону и Карпентеру (патент США 1640881) и оставался невостребованным до 1940 года, когда опытная технология магнитной записи приблизилась к возможности массового производства. Первые магнитофоны с подмагничиванием переменным током пошли в серию во время второй мировой войны в Германии и Великобритании. Тем не менее, во многих иностранных дешёвых и средней стоимости магнитофонах, магнитолах и диктофонах даже последних лет выпуска, в том числе позиционируемых, как достаточно высококачественные стереосистемы, применялось именно подмагничивание постоянным током и стирание постоянным магнитом. В советских же магнитофонах даже низких классов подмагничивание осуществлялось только переменным током.

### Реализация
Величина необходимого тока подмагничивания сильно зависит от конструктивных особенностей записывающей магнитной головки, а также от типа магнитной ленты и скорости её движения, и составляет единицы миллиампер. Это на порядок больше тока записи (тока полезного сигнала звуковой частоты), подводимого к записывающей головке.
Ток подмагничивания и ток записи совместно подаются на обмотку записывающей головки. Нередко на выходе усилителя записи ставится заградительный фильтр («фильтр-пробка»), настроенный на частоту сигнала подмагничивания и препятствующий его распространению по цепям усилителя записи.
Частота сигнала подмагничивания устанавливается в четыре-пять раз выше верхней границы воспроизводимого диапазона частот; для техники HiFi-класса характерны частоты 40-150 кГц При такой частоте тока подмагничивания продукты интермодуляции между ним и записываемым сигналом лежат выше области звуковых частот. Форма сигнала должна быть предельно близкой к синусоиде, при этом следует особо избегать асимметричности полуволн сигнала подмагничивания: чётные гармоники тока подмагничивания, и тем более присутствие в токе подмагничивания постоянной составляющей существенно повышают уровень шумов ленты и уровень нелинейных искажений. Поэтому в транзисторной технике генератор стирания и подмагничивания (ГСП) выполняется двухтактным, как правило — с трансформаторным выходом. В ламповых магнитофонах применялись как двухтактные ГСП (например, на двойном триоде 6Н1П), так и однотактные на мощных пентодах. В некоторых простых магнитофонах (например, «Айдас», Philips EL3300, «Десна») роль ГСП в режиме записи выполнял оконечный каскад УНЧ. В видеомагнитофонах сигнал подмагничивания подаётся только на головку записи звукового канала; видеосигнал (а также частотно-модулированный звуковой сигнал высокой верности) записывается блоком вращающихся головок без подмагничивания.

### Оптимальный уровень подмагничивания
Уровень подмагничивания — критический параметр тракта записи; он определяет динамический диапазон записываемого сигнала, линейность его АЧХ и уровень искажений. Соответственно, оптимальный ток подмагничивания для конкретной ленты может быть выбран на основе различных критериев:
- максимальной отдачи ленты на частоте 400 Гц или 1 кГц (критерий максимального динамического диапазона);
- максимальной линейности АЧХ канала записи-воспроизведения в области «малого сигнала» (минус 20 дБ от номинального, то есть такого, при котором обеспечивается установленный для данной ленты максимальный уровень остаточного намагничивания). На практике, (при автоматической калибровке тока подмагничивания под конкретную ленту), выбирается такой ток подмагничивания, при котором уровень отдачи ленты на частоте 400 Гц и 10 кГц (15 кГц) одинаков;
- минимальными нелинейными искажениями канала записи-воспроизведения на частоте 400 Гц.
- минимальным уровнем шумов.

В общем случае эти критерии дают разные значения оптимального тока подмагничивания, а значит, выбор оптимального тока подмагничивания является компромиссным. Но чем совершеннее данный экземпляр магнитной ленты, тем ближе между собой оптимальные токи подмагничивания, полученные по этим критериям.
Оптимальный ток подмагничивания для конкретной ленты может отличаться от стандартного тока, установленного на заводе; это отклонение может быть несущественным в простых системах, но совершенно неприемлемо при использовании компандерных систем шумоподавления (Dolby NR и аналоги). Превышение тока подмагничивания сверх оптимального «заваливает» верхние частоты и сужает динамический диапазон, и наоборот; компандер Dolby нелинейно усиливает эти огрехи, порождая «модуляцию» АЧХ воспроизведения уровнем сигнала.
Поэтому в кассетных магнитофонах верхнего уровня, начиная с флагманских моделей середины 1970-х годов, применяется, как минимум, ручная регулировка (калибровка) тока подмагничивания под конкретную ленту с использованием встроенных образцовых генераторов стандартной звуковой частоты 400 и 10 000 Гц. Для регулировки магнитофон включается в режиме записи, на вход левого и правого каналов подаются сигналы 400 и 10 000 Гц одинакового образцового уровня. Регулировка заключается в выставлении такого тока подмагничивания, при котором уровни воспроизводимого сигнала левого и правого канала, наблюдаемые по встроенному индикатору, совпадают. По мере удешевления электроники в 1980-х годах ручная регулировка сквозного канала появилась и на моделях среднего уровня, одновременно появились полностью автоматические схемы подстройки тока подмагничивания, управляемые микропроцессором, позволившие осуществлять подстройку тока подмагничивания на деках без сквозного канала (с двумя головками).

### Динамическое подмагничивание
Необходимый оптимальный ток подмагничивания уменьшается с ростом высокочастотных составляющих полезного сигнала (полезный сигнал «сам себя подмагничивает»). Поэтому снижение тока подмагничивания в те моменты, когда в полезном сигнале присутствует много высокочастотных составляющих, расширяет динамический диапазон в области высоких частот примерно на 10 дБ. Схемы, реализующие этот принцип, получили название системы динамического подмагничивания, СДП. Лента, записанная на магнитофоне с СДП, может воспроизводиться на любом магнитофоне — при условии, что динамический диапазон его тракта воспроизведения позволяет воспроизвести повышенный относительно стандартного уровень записанного сигнала в области высоких частот.
Из коммерческих СДП наиболее распространённой и известной является Dolby HX Pro, разработанная Dolby Laboratories.
Применение СДП особенно актуально при малых скоростях движения магнитной ленты (4,76 см/c и ниже). Дело в том, что при фиксированном (оптимальном) токе подмагничивания и использовании ленты типа I, АЧХ канала записи-воспроизведения кассетного магнитофона линейна (с стандартным отклонением 3 дБ в рабочем диапазоне частот) только в области «малого сигнала» (при уровне записи порядка −20 дБ относительно номинального). А применение СДП позволяет получить линейную АЧХ без завала высоких частот при существенно бо́льших уровнях записи (порядка −10…−6 дБ), что сравнимо c результатами, которые можно получить на ленте типа IV при фиксированном подмагничивании.

### Внешнее подмагничивание
В 1960-х годах компания Tandberg предложила осуществлять подмагничивание отдельной головкой, которую можно было бы ориентировать относительно головки записи так, чтобы получить оптимальное распределение поля подмагничивания в зоне записи. Головка подмагничивания при этом располагается с обратной стороны ленты напротив записывающей головки и может не касаться ленты. По понятным причинам в кассетных магнитофонах такую систему применить нельзя.
Такая система, получившая название «Crossfield», применялась в некоторых высококачественных катушечных магнитофонах Tandberg и Akai в конце 1960—1970-х годах. В СССР внешнее подмагничивание осуществил известный конструктор звукозаписывающей техники В. В. Колосов в самодельном магнитофоне «Селигер-2» (первая премия на 25-й Всесоюзной выставке творчества радиолюбителей).